# テュルクテレコム女子バレーボールチーム
テュルクテレコム・アンカラ (Türk Telekom Ankara)は、トルコ・アンカラを本拠地とする1954年から2009年まで存在した女子バレーボールクラブ。
2009年シーズン以降ワクフバンク・ギュネシュ・スィゴルタと合併した。

## 歴史
1954年創設。2009年の7月24日シーズン中に突如閉鎖。
トルコリーグ屈指の強豪チームに上り詰め、閉鎖する近辺のシーズンでは各国から一流選手を獲得していた。
監督には中国の郎平を招聘するなどしていた。

## 歴代所属選手
- ペリン・チェリック
- ニライ・オズデミル
- ギゼム・ギュレシェン
- オズレム・オズチェリック
- タイスマリー・アゲロ
- ナタリア・マーマドワ
- マーヤ・ポリャク
- オルガ・クバシェビッチ